# 예감
《예감》은 1997년 9월 29일부터 1997년 11월 25일까지 방영된 문화방송 월화 미니시리즈이다.

## 등장 인물

### 주요 인물
- 이혜영 : 김유림 역
- 손지창 : 최경민 역
- 감우성 : 이준섭 역
- 김윤진 : 장세영 역

### 그 외 인물
- 신구 : 유림의 아버지 역
- 이순재
- 박영규 : 오 전무 역
- 김기현 : 박 사장 역
- 정호근 : 조 이사 역
- 장서희 : 소영 역
- 박웅
- 이경심
- 윤예희
- 양택조
- 박상조
- 양형욱

## 결방 사유
- 1997년 11월 10일 : 특선영화 《델마와 루이스》 편성으로 인해 결방
- 1997년 11월 11일 : 특선영화 《마지막 보이스카웃》 편성으로 인해 결방

## 참고 사항
- 이혜영이 분한 김유림 역은 당초 김희선이 낙점됐으나 연기력에서 불가 판정을 받아 탈락한 바 있다.[1]
- 이 같은 캐스팅 문제 등을 고려하여 MBC는 방영 전 2주 동안 월화드라마 시간에 특집 드라마 《달수의 홀로 아리랑》과 추석특집 영화를 내보냈으며 이에 첫 방영일이 1997년 9월 29일로 바뀌었다.
- 주인공 유림에 대한 지나친 미화, 우연의 남발 등 억지로운 스토리 전개로 완성도가 떨어진다는 평을 받았다.[2][3]
- 일본 만화 <시마과장>, 드라마 <도쿄 러브 스토리>, <협주곡> 등을 표절했다는 지적이 있었다.[4][5]
- 높은 시청률을 기록하였지만[6] 기자들이 뽑은 97년 최악의 드라마 1위에 선정되기도 했다.[7]